# Aegialites stejneri
Aegialites stejneri là một loài bọ cánh cứng trong họ Salpingidae. Loài này được Linell miêu tả khoa học năm 1898.